# Coccopilatus judithae
Coccopilatus judithae är en stekelart som beskrevs av Annecke 1963. Coccopilatus judithae ingår i släktet Coccopilatus och familjen sköldlussteklar. Inga underarter finns listade i Catalogue of Life.